# Communauté biotique
La communauté biotique (anglais : biotic community) est un concept inventé par le philosophe et garde forestier américain Aldo Leopold, dans son ouvrage posthume Almanach d'un comté des sables publié en 1949. La communauté biotique est l'ensemble des êtres vivants et non-vivants qui vivent en interdépendance dans une même région. Cette idée dépend de l'écologie scientifique contemporaine de Leopold, qui théorise et décrit cette interdépendance. Elle est centrale dans le courant d'éthique de l'environnement appelé Land Ethic, une version de l'écocentrisme.